# Zhou Xuan
Zhou Xuan (周璇S, Zhōu XuánP; Changzhou, 1º agosto 1920 – Shanghai, 22 settembre 1957) è stata una cantante e attrice cinese. Conosciuta in Occidente come Chow Hsuan, fu un'icona della musica e del cinema cinese. Nel 1940 diventò una delle Grandi Sette Stelle Cinesi del Canto. Divenuta celebre e soprannominata "voce d'oro", ebbe una carriera nel mondo del cinema fino al 1953. Nel corso della sua breve vita registrò più di 200 canzoni e apparve in più di 40 film.

## Biografia

### Primi anni
Della sua infanzia non si sa quasi nulla, ma si pensa che sia stata separata in tenera età dai suoi genitori naturali e cresciuta da genitori adottivi. Si dedicò per tutta la vita alla ricerca dei veri genitori, ma la sua ascendenza non fu stabilita nemmeno dopo la sua morte. Secondo ricerche più recenti, ma che non trovano conferme, fu uno zio, o comunque un parente, a rapirla all'età di 3 anni portandola in un'altra città, dove fu poi adottata dalla famiglia Zhou, che le cambiò il nome in Zhou Xiaohong.

### Carriera

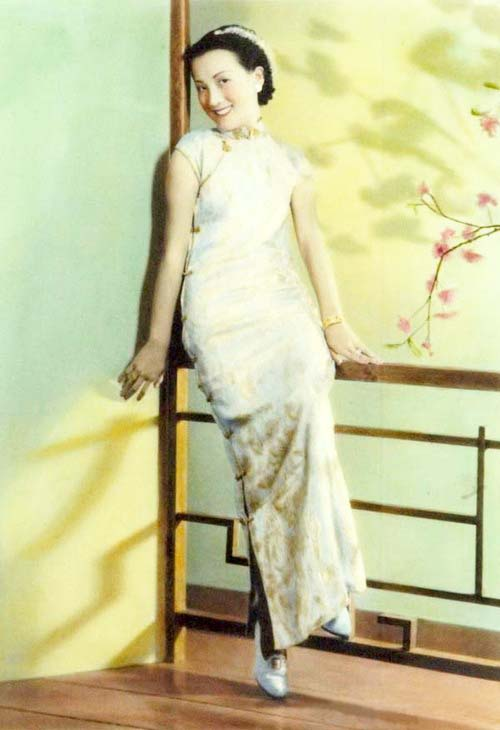
Fotografia di Zhou Xuan negli anni '30 ^{(la foto originale era in bianco e nero)}

Cominciò a recitare dodicenne, nel 1932, nella Bright Moon Song and Dance Troupe. Nello stesso anno vinse il secondo premio in un concorso di Canto a Shanghai e per questo le diedero il soprannome di "voce d'oro". L'anno seguente, si dette il nome d'arte di Zhou Xuan.
Iniziò la carriera cinematografica nel 1935, raggiungendo la notorietà due anni dopo, quando il regista Yuan Muzhi le chiamò come protagonista, nel ruolo di una cantante, per il film Street Angel, che la rese popolarissima e la cantante più ascoltata dell'epoca.
Fino al termine degli anni '40, a Hong Kong, girò film di successo come All-Consuming Love, Hua Wai Liu Ying, Qinggong Mishi, Rainbow Song e Shanghai Nights. Tornò a Shanghai nel 1949, dove trascorse gli anni successivi tormentata da svenimenti ed esaurimenti nervosi, conseguenze di una vita complicata e infelice, segnata da matrimoni falliti, figli illegittimi e numerosi tentativi di suicidio. Il suo primo marito era stato il compositore Yan Hua (1912-1992). 
Nonostante avesse recitato in più di 40 film, il suo ruolo più conosciuto rimase il primo di Street Angel, con le due canzoni Four Seasons Song e The Wandering Songstress che le diedero la maggiore popolarità. Altre sue celebri canzoni furono When will you return?, Shanghai Nights, Yellow Leaves Dancing in Autumn Wind, Forever Smile, Hundred Flower Song, Advice, Where Can the Soul Mate be Found e Picking Betal Nuts.

### Morte e figli
Morì a Shanghai nel 1957, all'età di 37 anni, nel manicomio dove era stata ricoverata per un crollo nervoso durante la registrazione di un film nel 1951. Da quel momento non era più apparsa sulla scena. Stando ai suoi diari, soffriva di un'encefalite e la causa della morte potrebbe essere stata proprio questa, insieme con una delle tante crisi nervose.
Le sopravvissero solo due dei suoi figli, Zhou Wen e Zhou Wei, nati da padri diversi. Aveva avuto il più giovane, Zhou Wei, da Tang Di; mentre il padre di Zhou Wen è rimasto finora sconosciuto. Zhou Wei vive a Toronto, è un flautista e ha due figlie entrambe musiciste. La maggiore, Zhou Xiaoxuan, è una pianista classica e vive a Pechino; la più giovane invece, Amanda Zhou, è un'attrice.

## Lascito culturale
Ancora oggi le canzoni di Zhou Xuan sono considerate un classico della musica popolare cinese. I suoi due figli le hanno dedicato ciascuno una biografia: My Mother Zhou Xuan, scritta da Zhou Wei e sua moglie Xhang Jing; e Diary of Zhou Xuan, scritta da Zhou Wen.
Un adattamento televisivo in venti episodi sulla sua vita, Song Bird, è stato prodotto nel 1989 da TVB. Vi recitavano Adia Chan (Zhou Xuan) e Leon Lai (il fidanzato). Un altro adattamento per la tv, basato sulla biografia di Zhou Wei, fu intitolato Zhou Xuan ed ebbe protagonista Cecilia Cheung. Questa versione venne però censurata dal figlio, che l'accusò di rappresentare in modo falsato la storia della madre.